# Петелеј (Алба)
Петелеј (рум. Petelei) насеље је у Румунији у округу Алба у општини Појана Вадулуј. Oпштина се налази на надморској висини од 1091 m.

## Становништво
Према подацима из 2002. године у насељу је живело 79 становника, од којих су сви румунске националности.